# Joanna Głogowska-Ligus
Joanna Katarzyna Głogowska-Ligus – polska biolog, dr hab. nauk medycznych i nauk o zdrowiu, adiunkt Katedry Epidemiologii i Biostatystyki oraz prodziekan Wydziału Zdrowia Publicznego w Bytomiu Śląskiego Uniwersytetu Medycznego w Katowicach.

## Życiorys
W 2001 ukończyła studia biologiczne na Uniwersytecie Śląskim w Katowicach, 6 listopada 2008 obroniła pracę doktorską Geny kadheryn, adhezyn, integryn i selektyn u chorych z ostrym zawałem mięśnia sercowego, 20 listopada 2019 habilitowała się na podstawie pracy zatytułowanej Aktywność transkrypcyjna genów pro- i przeciwzapalnych u chorych z różnym stopniem zaawansowania choroby wieńcowej. Została zatrudniona na stanowisku asystenta w Katedrze i Zakładzie Biologii Molekularnej na Wydziale Farmaceutycznym z Oddziałem Medycyny Laboratoryjnej Śląskiego Uniwersytetu Medycznego w Katowicach.
Jest adiunktem w Katedrze Epidemiologii i Biostatystyki, a także prodziekanem na Wydziale Zdrowia Publicznego w Bytomiu Śląskiego Uniwersytetu Medycznego w Katowicach.

## Wyróżnienia
- Nagroda JM Rektora SUM (wielokrotnie)[2]